# Biblioteca de Antioquía
La Biblioteca de Antioquía fue encargada por Antíoco III el Grande del Imperio seléucida —un estado sucesor del imperio de Alejandro Magno— alrededor del año 221 a. C. en la antigua Siria y se abrió a los eruditos. Euforión de Calcis, un antiguo poeta griego de gran influencia intelectual, aceptó el reto lanzado por el rey y estableció la biblioteca real en Antioquía, donde desempeñó el cargo de bibliotecario principal hasta su muerte. La biblioteca, junto con la propia ciudad, fue considerada por algunos como la capital cultural del mundo antiguo, incluso más prestigiosa que Pérgamo.

## Destrucción
La Biblioteca de Antioquía fue destruida en el año 363 por el emperador cristiano Joviano, quien «a instancias de su esposa, quemó el templo con todos los libros que había en él, con sus concubinas riendo y prendiendo fuego», lo que disgustó enormemente a los habitantes de la ciudad, que únicamente pudieron ver con rabia como la colección se convertía en humo. Johannes Hahn en su obra Gewalt und religiöser Konflikt (pp. 178-180) relata:

Joviano ordenó la destrucción del Traianeum, que Juliano había convertido en biblioteca, porque quería ganarse el favor de los antioqueños. Sin embargo, fracasó por completo: no solo los paganos, sino también los cristianos, lo interpretaron como un acto de barbarie.

La Biblioteca de Antioquía había sido fuertemente abastecida con literatura pagana «impía» por la ayuda de su predecesor no cristiano, el emperador Juliano. Esta colección también incluía las obras paganas de la biblioteca de Jorge de Capadocia, obispo arriano patriarca de Alejandría, odiado por cristianos y paganos por igual, que fue asesinado por una turba pagana alejandrina en el año 361. El emperador Juliano se hizo entonces con su biblioteca —repleta de muchos textos clásicos— y la añadió a la biblioteca de Antioquía.

## ElMuseion
Existe la posibilidad de que otra estructura también se considerara parte de la Biblioteca, pero esto es incierto según los estudiosos. En algún momento entre 114 a. C. y 92 a. C., durante el reinado de Antíoco IX Ciciceno (114-95 a. C.) o de Antíoco X Éusebes (95-92 a. C.), Antioquía también adquirió los medios para construir un Museo con una biblioteca con el dinero legado a la ciudad en el testamento de Marón, un comerciante de Antioquía que se había trasladado a Atenas, pero que, como muchos comerciantes de la época que se mudaron, dejó una parte de su patrimonio a su ciudad natal.
Este Museion era muy parecido a su rival de Alejandría, aunque el de Alejandría parece haber llegado primero. Por supuesto, la parte más famosa del complejo de Alejandría era la famosa Biblioteca de Alejandría. El de Antioquía también contenía un importante componente de biblioteca.
En realidad, estos complejos tuvieron su origen como santuarios de las Musas, pero eso se transmutó rápidamente en las primeras universidades. Mientras que el de Alejandría tuvo una larga e ilustre fama, produciendo artistas e intelectuales de renombre a lo largo de los siglos, el de Antioquía tuvo una producción más humilde y oscura. Se dice que el Museion de Antioquía se encontraba en la ladera inferior del monte Silpius, cerca de la ciudad «antigua», pero en el lado más alto de la calle columnada. Tenemos un informe en Stinespring del Codex Vaticanus que puede referirse a este establecimiento:

Y construyeron edificios de aprendizaje. Entre ellos hay una estructura circular, en cuyo centro hay una cúpula de 100 codos de altura; y en ella hay una reproducción de los cielos, incluyendo las estrellas, los signos del zodiaco y los horóscopos, con movimientos que han sido elaborados por los sabios y completados por los brahmanes, que en la ciencia de los cielos, han alcanzado el más alto rango. Así que nada se mueve en los cielos reales, sin que se reproduzca su semejanza: el sol, la luna y todo lo que está en los cielos.

Según Lassus, el Museion estaba cerca del ágora de Epifania, fue fundado bajo Antíoco Filpator, quemado bajo Tiberio, reconstruido por Marco Aurelio y luego bajo Probo, embellecido bajo la emperatriz Licinia Eudocia en 438. Constantino I la convirtió en la prefectura del comes Orientis —conde de Oriente, el principal funcionario bizantino en la parte oriental del Imperio—, pero fue incendiada en un motín de la facción verde el 9 de julio de 507.